# دليل ومعلومات وقوف السيارات

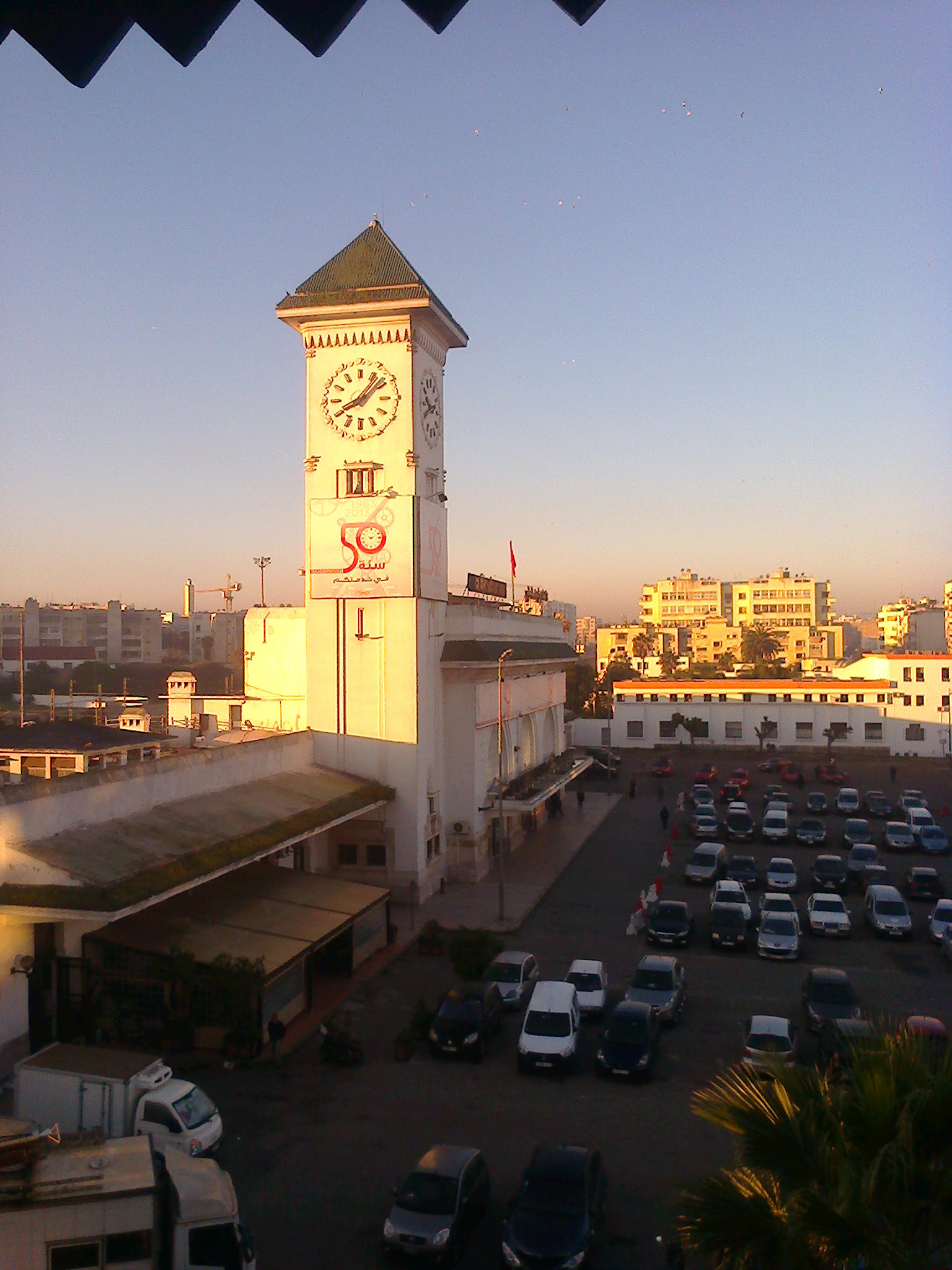
دليل وقوف السيارات محطة الدار البيضاء المسافرين

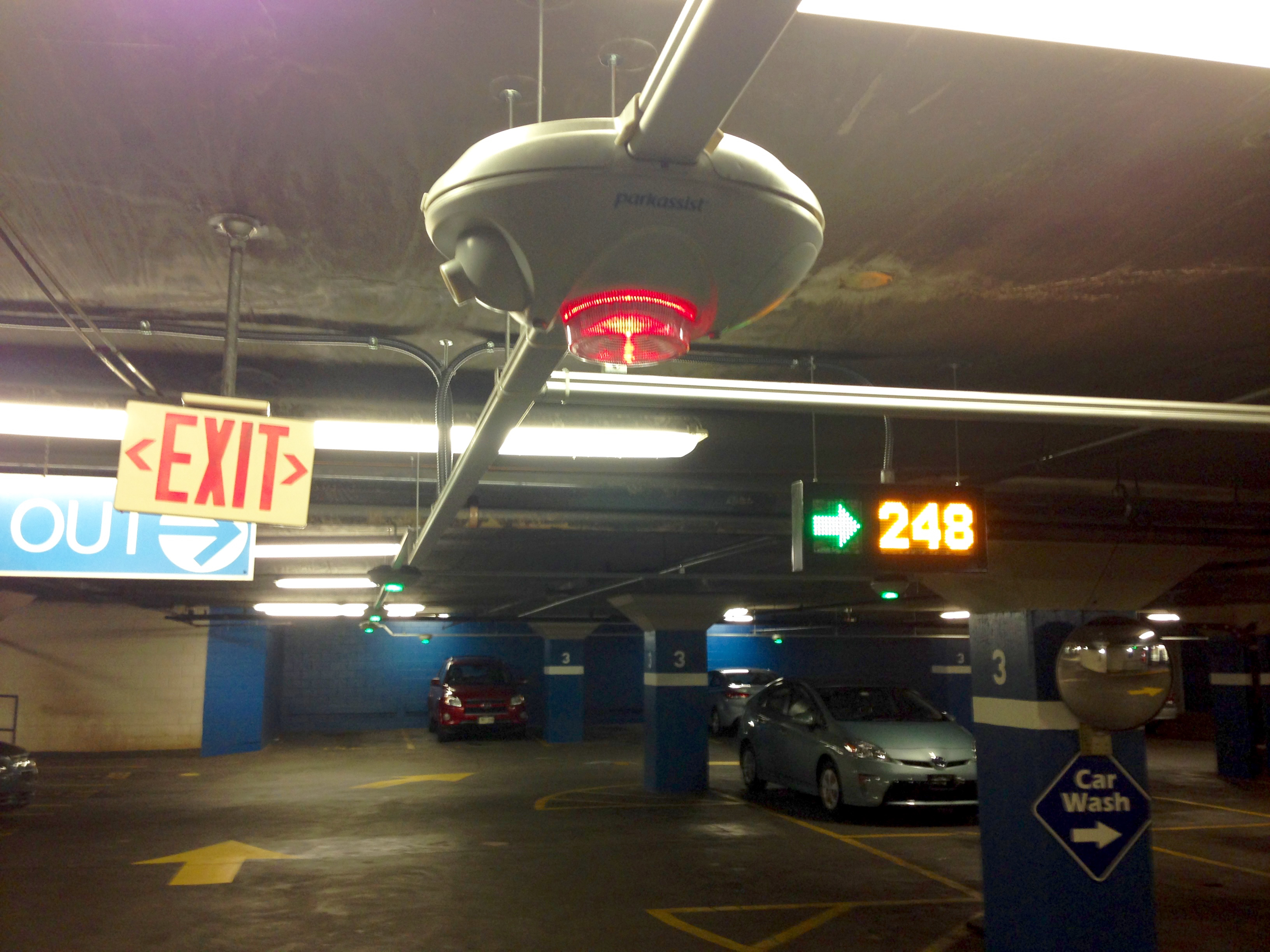
موقف سيارات في كاليفورنيا، مع تصميم حدائق ذو نمط مواقف مائل مصمم باتجاه واحد.

موقف السيارات (بالإنجليزية: Parking Guidance System)‏ هو نظام إلكترونيات إلكتروني لإيجاد مكان فارغ لإيقاف السيارات يساهم في توفير وقت ومجهود السائقين للبحث عن مكان فارغ للسيارة داخل الموقف. تكون غالبا مساحات مزودة بأسطح دائمة. ومواقف السيارات من سمات معظم المدن التي تُعد السيارات فيها من وسائل النقل، وخصوصا في مراكز التسوق والملاعب الرياضية والفنادق، وأماكن أخرى غالبا ما تتميز بمواقف سيارات ذات مساحات هائلة.
نظام دليل وقوف السيارات مصطلح يميزه عن أنواع أخرى من مواقف السيارات الآلية متعددة الطوابق أو مواقف بجوار الأرصفة، مواقف أسفل المبنى، و مواقف متعددة الأدوار.
يتكون نظام دليل ركن السيارة(PGS) من :
PGS Components:
●CCU: Central Control System
●ZCU: Zone Control System
●D: Detector
●LED Indicator: Red/Green Led Indicator
●LED screen: Outdoor/Indoor LED screen
ويكون الكاشف ( Detector ) له عدة اشكال منها :
حسب مبدأ العمل 
- الأشعة تحت الحمراء
- الموجات الصوتية
- التقاط صورة أو فيديو

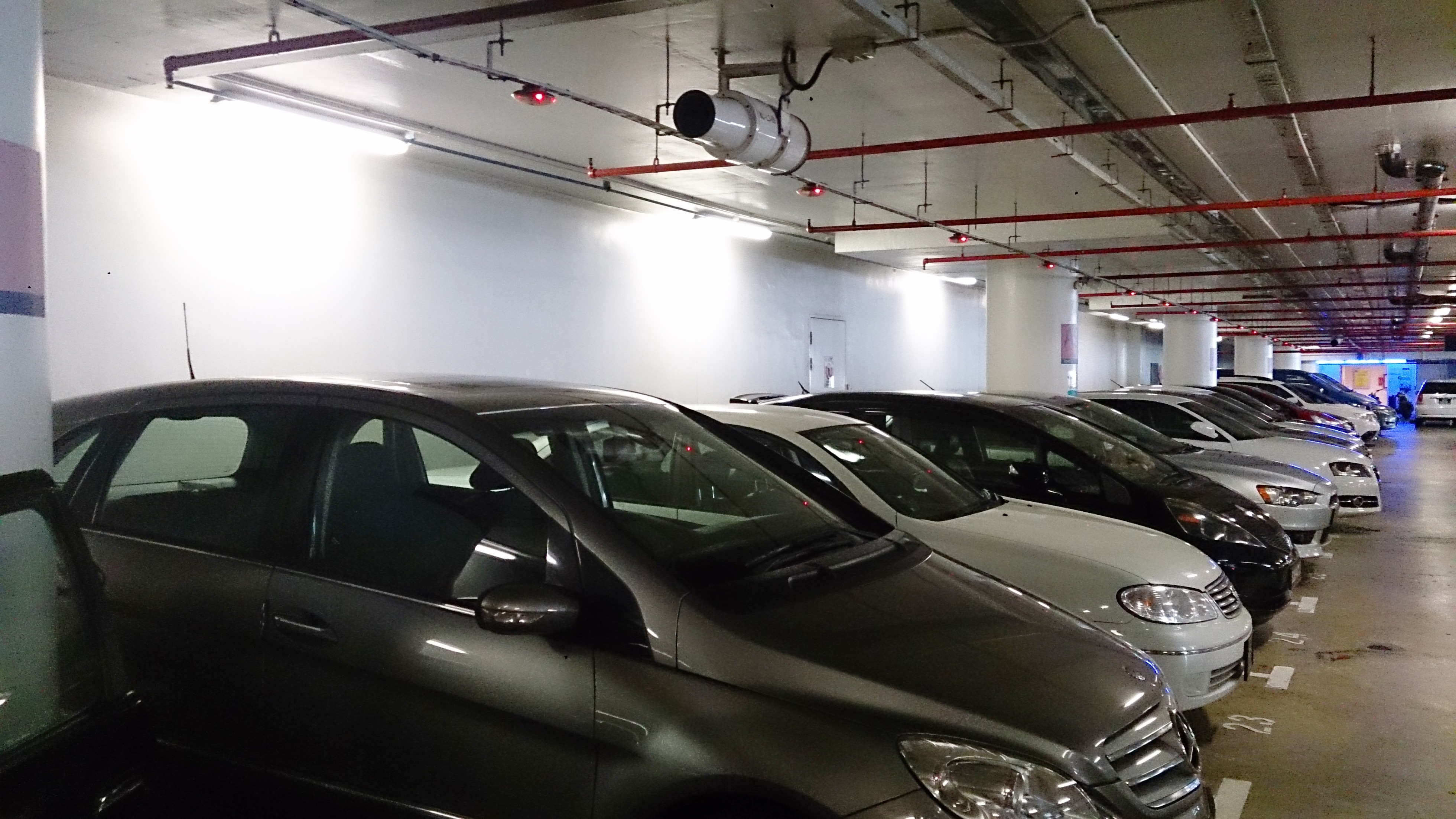
دليل وقوف السيارات

كيف يعمل نظام توجيه السيارات ( PGS ) :
- يقوم الكاشف بالتقاط إشارة وجود سيارة في المكان المخصص للوقوف

فيرسل إشارة إلى لوحة الإعداد بالخارج 
وتقوم اللوحة باستلام الإشارات وإظهارها للسائقين قبل دخول الجراش 
لمعرفة هل توجد أماكن فارغة ام لا
عادة يدل اللون الأحمر على أن المكان مشغول
والأخضر يدل على أن المكان فارغ.